# Bound for Glory (2025)
Bound for Glory 2025 Será la vigésima primera edición de Bound for Glory, un evento pago por visión de lucha libre profesional producido por Total Nonstop Action Wrestling. Tendrá lugar el 12 de octubre de 2025 desde el Tsongas Center en Lowell, Massachusetts. 	 
El evento contará con la participación de luchadores perteneciente a la marca NXT de WWE.

## Producción
Bound for Glory es un evento PPV (pago por visión) de lucha libre profesional producido por TNA. El evento fue creado en 2005 para servir como el evento PPV insignia de la compañía, similar a WrestleMania de WWE, en el que los luchadores compitieron en varios tipos de combates de lucha libre profesional en lo que fue la culminación de muchas disputas e historias que ocurrieron durante el año calendario. Durante la emisión de Slammiversary, se anunció que Bound For Glory se celebrará el domingo 12 de octubre en el Tsongas Center de Lowell, Massachusetts.

## Luchas Pactadas
- Tables Match por el Campeonato Mundial en Parejas de TNA: The Hardys (Matt Hardy & Jeff Hardy (c) vs. Team 3D (Bully Ray & Devon).